# Володина, Ольга Викторовна
Ольга Викторовна Володина (род. 13 ноября 1963 года, Янгиюль, Ташкентская область, УзССР, СССР) — советская и узбекская актриса. В 2000 году удостоена звания Заслуженный артист Республики Узбекистан.

## Биография
Ольга Володина родилась 13 ноября 1968 года в городе Янгиюль. В 1984 году окончила Ташкентский театральный институт (училась актёрскому мастерству в мастерской И. Лобача). После окончания института до 2007 года служила в Русском драматическом театре имени М.Горького. С 1995 года также является актрисой театра «Ильхом» (сначала была приглашённой актрисой, а с 2007 года — в основном составе), признаётся ведущей актрисой театра. Кроме того, преподаёт сценическую речь в Студии драматического искусства «Ильхома».

## Фильмография
| Год  | Название     | Роль           |
| ---- | ------------ | -------------- |
| 1992 | Камми        | Даша           |
| 2008 | На краю стою | Директор школы |

## Театральные работы

### Театр «Ильхом»

#### Архивные роли
- Корнелия («Квартал Тортилья-Флэт» Дж. Стейнбека)
- Собака Крошка («Прощай, овраг» К. Сергиенко)
- Предводительница хора («Медея» Еврепида)
- Королева Розамунда («Король Юбо» А. Жарри)
- Королева Франции («Бесплодные усилия любви» В. Шекспира)
- Кролик («Кролик и кайот» опера Расгадо)
- Анна Григорьевна («Хлам» М. Дурненкова)
- Клитемнестра («Орестея» Эсхила)
- Горацио («Гамлет» В. Шекспира)
- Мать Пэра («Пер Гюнт» Г. Ибсена)
- Матлюба, женщина на рынке, женщина (документальный проект «Плюс-минус двадцать»)
- Элегантная дама («Роберто Зукко» Б.-М. Кольтеса)
- Елена Ивановна Попова («Лаборатория доктора Чехова» А. Чехова)
- Бабушка («Обыкновенные герои» Д. Крюса)
- Женщина у стойки, психотерапевт («Аэропорт»)

#### Действующие роли
- Миссис Моралес («Квартал Тортилья-Флэт» Дж. Стейнбека)
- Женщина А («Три высокие женщины» Э. Олби)
- Диларам («Семь лун» А. Навои)
- Лу Саломе, Заратустра («Заратустра от Ницше»)
- Регина Энгстран («Привидения» Г. Ибсена)
- Мама («Дождь за стеной» Ю. Клавдиева)
- Муравей, Хозяин продуктовой лавочки, Женщина за шестьдесят, Мать («Золотой дракон» Р. Шиммельпфеннинга)
- Пациент клиники Преображенского («Собачье сердце» М. Булгакова)
- Федра, Цветаева («Цветаева. Федра» М. Цветаевой)
- Сестра («Симфония» В. Понизова)
- Женщина (пластический спектакль «Квартет»)

## Награды
- Заслуженный артист Узбекистана (2000)[5]
- Лауреат премии «Ильхом» в номинации «Лучшая актриса года» (2007)
- Лауреат премии «Ильхом» в номинации «Лучшая актриса года» (2010)[6]